# تسميط
التسميط عند الناظمين هو تقسيم الشعر على أجزاء عروضية مقفاة على غير روي القافية.